# Jacques Isorni
Jacques Isorni (* 3. Juli 1911 in Paris; † 8. Mai 1995 ebenda) war ein französischer Anwalt.
Isorni war der Sohn eines ursprünglich aus dem Tessin stammenden Modedesigners. Er besuchte das Lycée Louis-le-Grand in Paris und studierte dann Jura. 1931 wurde er als Rechtsanwalt in Paris zugelassen. Während der Besatzung verteidigte er Kommunisten vor den Tribunalen des Vichy-Regimes und nach der Befreiung umgekehrt Kollaborateure und angebliche Kollaborateure, so den ehemaligen Herausgeber des „Je suis partout“ (die Zeitung erschien 1930 bis 1944) Robert Brasillach, der Januar 1945 zum Tode verurteilt und kurz darauf hingerichtet wurde. Ab Juli 1945 übernahm er mit Fernand Payen (dem Vorsitzenden der Anwaltskammer) und Jean Lemaire die Verteidigung von Marschall Pétain, der aber zum Tode verurteilt wurde, was von Charles de Gaulle in lebenslange Haft umgewandelt wurde (Pétain starb 1951 in Haft). Seine Verteidigungsrede galt in Frankreich als Musterbeispiel juristischer Eloquenz. Auch nach dessen Verurteilung und noch lange nach dessen Tod versuchte er unermüdlich eine Revision des Prozesses zu erreichen und war einer der Gründer eines Vereins, der sich diesem Zweck widmete.
1951 ging er in die Politik (als Deputierter von Paris) mit dem einzigen Ziel, eine Teil-Amnestie für Kollaborateure oder angebliche Kollaborateure aus der Zeit des Zweiten Weltkriegs und Vichy-Regimes zu erreichen. Diese Teilamnestie wurde 1953 erlassen. Danach verteidigte er besonders tunesische Aufständische vor den französischen Militärgerichten. Nach seiner Wiederwahl 1956 machte er es sich zur Hauptaufgabe, die Todesstrafe abzuschaffen. Er blieb bis 1958 im Parlament, als er als einziger rechter Abgeordneter gegen de Gaulle stimmte. Als Anhänger des Verbleibens von Algerien in Frankreich verteidigte er 1961 General Pierre-Marie Bigot, der am „Putsch der Generäle“ beteiligt war. 1963 verteidigte er mit Jacques Prévost einen der Verschwörer, die im August 1962 in Petit-Clamart ein Attentat auf General de Gaulle verübten, vor dem Militärgericht. In der Folge des Prozesses wurde er wegen ungebührlichen Verhaltens drei Jahre als Anwalt gesperrt (er stellte gegen einen der Militärrichter einen Befangenheitsantrag und las zu diesem Zweck einige Passagen aus dessen Briefen vor). 1976 konnte er in der Marković-Affäre die Einstellung des Verfahrens gegen den Verdächtigen François Marcantoni, einen prominenten Kriminellen, erreichen. Auch im Mordprozess gegen einige Mitglieder der bis Ende der 1960er Jahre in der Unterwelt Marseilles dominierenden korsischen Familie Guérini war er 1969 Verteidiger.
Isorni schrieb auch Geschichtsbücher und einige Theaterstücke.